# Davey Williams

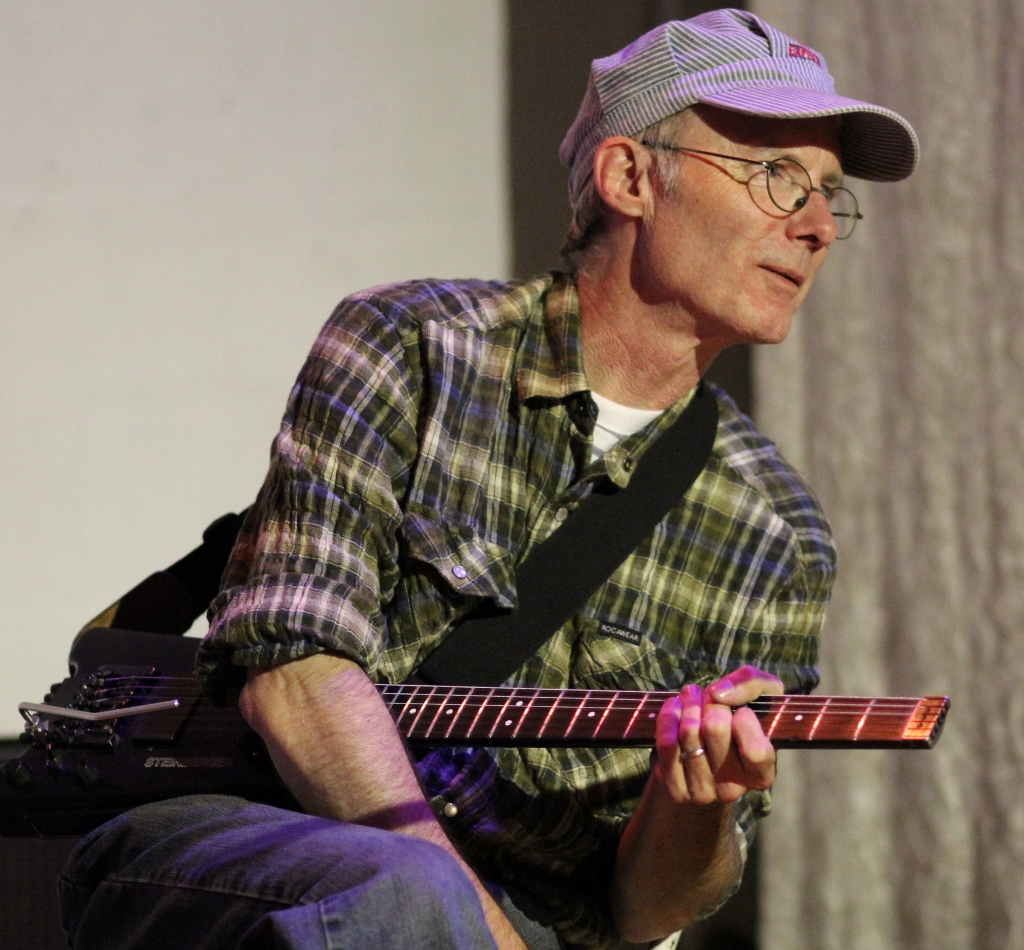
Davey Williams (2012)

Davey Williams (* 1952 in York, Alabama; † 5. April 2019) war ein US-amerikanischer Jazz-, Rock- und Improvisationsmusiker sowie Autor.

## Leben und Wirken
Williams spielte ab dem zwölften Lebensjahr Gitarre. Er war Mitglied der Rockband seiner Highschool (1968–70) und gehörte während seiner Studienzeit der Band von Johnny Shines an, mit dem er auch Ende der 1980er Jahre gelegentlich auftrat. Daneben hatte er Auftritte mit der Salt & Pepper Soul Band Show (1971–74) und dem University of Alabama 'B' Jazz Ensemble. Regelmäßig spielte er mit LaDonna Smith, mit der er 1974 das Duo TransMuseq und das gleichnamige Studio für Improvisationsmusik gründete.
1978 unternahm Williams seine erste Tournee durch die USA, im nächsten Jahr folgte seine erste Europatournee. Seit Anfang der 1980er Jahre trat er auch als Sologitarrist auf. Er arbeitete Mitte der 1980er Jahre mit der Bluesband Trains In Trouble und trat 1986 der Gruppe Curlew um die Musiker George Cartwright, Tom Cora, Wayne Horvitz und Ann Rupel bei, der er bis Ende der 1990er Jahre angehörte.
Außerdem arbeitete er seit Mitte der 1980er Jahre mit Col. Bruce Hampton zusammen und war Anfang der 1990er Jahre ein Jahr lang Mitglied der Punkband Fuzzy Suns. Als Improvisationsmusiker und Interpret neuer Musik arbeitete er mit dem Trio Say What! und Musikern wie Jim Staley und Ikue Mori. Seit Mitte der 1970er Jahre trat Williams bei weit mehr als 1500 Konzerten auf und wirkte an über vierzig Alben mit.
1981 gehörte Williams zu den Gründern der Zeitschrift für neue Improvisationsmusik the improvisor. Er schrieb (zwischen 1987 und 1989) Musikkritiken für die Birmingham News, verfasste musikgeschichtliche Artikel für das Journal Experimental Musical Instruments, Artikel für verschiedene Musikzeitschriften sowie Liner Notes für Schallplatten und CDs. Zudem war er der Autor des Cartoon-Buchs Which Came First: the Fried Chicken or the Fried Egg?.
Williams starb im April 2019 an den Folgen einer Krebserkrankung.

## Diskographie
- Trans mit LaDonna Smith, Theodore Bowen, Timothy Reed, Jim Hearon, 1977
- Folk Music, LaDonna Smith, Ted Bowen, 1978
- Juwels mit Anne LeBaron, LaDonna Smith, 1979
- Velocity mit Andrea Centazzo, LaDonna Smith, 1979
- Direct Waves mit LaDonna Smith, 1980
- USA Tour mit Andrea Centazzo, LaDonna Smith, 1980
- Alchemical Rowdies mit LaDonna Smith. Pippin Barnett, Danny Finney, Paul Watson, 1982
- White Earth Streak mit LaDonna Smith, Günter Christmann, Torsten Müller, 1983
- Criminal Pursuits, Soloalbum, 1985
- Locales for Ecstasy mit LaDonna Smith, Cinnie Cole, 1987
- Dix Improvisations mit LaDonna Smith, 1989
- Say What! mit Steve Noble, Oren Marshall, 1992
- Transmutating mit Steve Noble, Oren Marshall, 1993
- Northern Dancer mit Jim Staley, Ikue Mori, 1996
- Charmed, I'm sure, Soloalbum, 1997
- Texas was Delicious, 2000
- Humdinger mit John Corbett, 2000
- Numb Right, 2002